# Lastebasse
Lastebasse là một đô thị tại tỉnh Vicenza ở vùng Veneto, Ý.
Đô thị này có diện tích 18  km², dân số là 241 người (thời điểm)